# Andreas Sternweiler

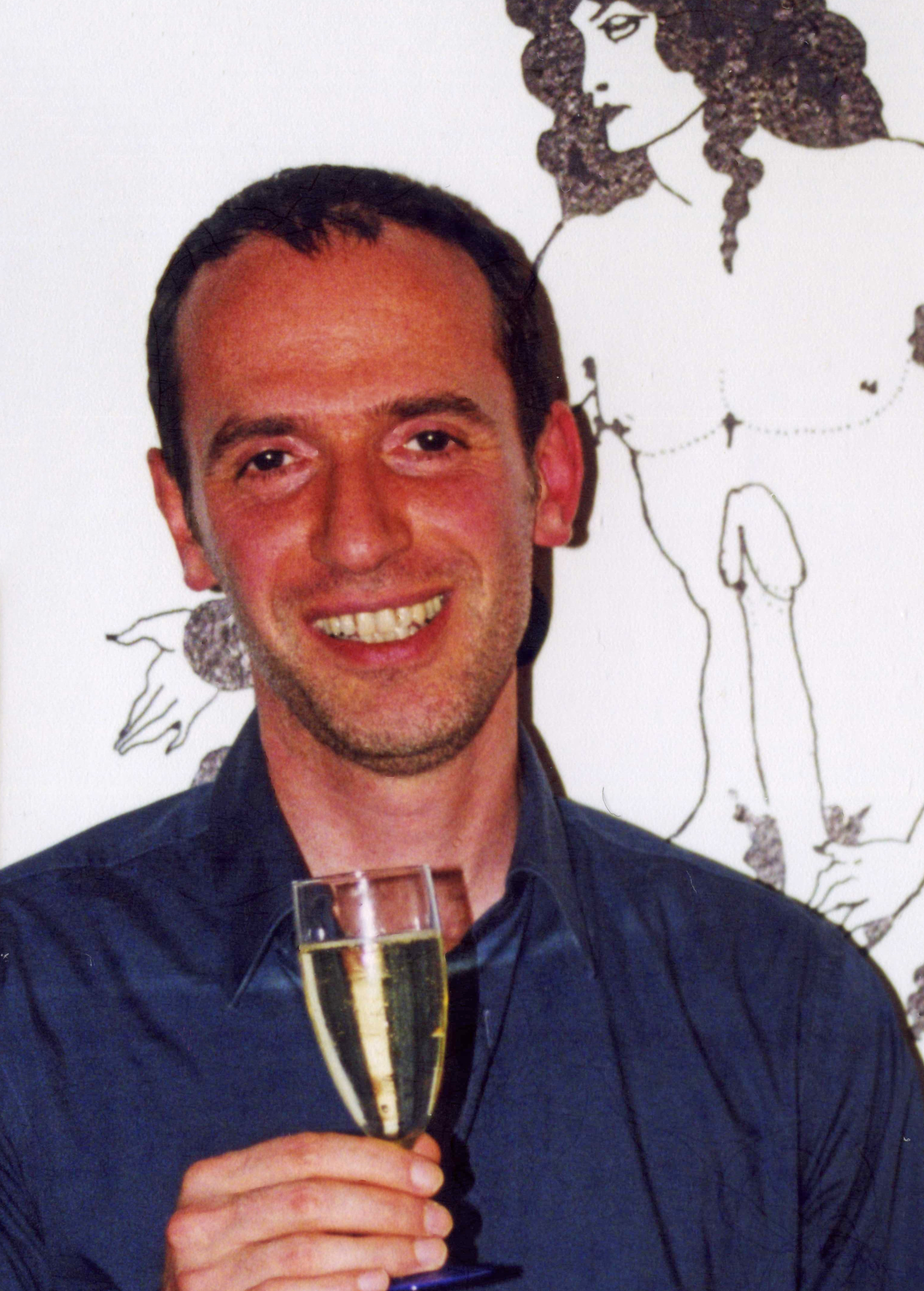
Andreas Sternweiler 2000

Andreas Sternweiler (* 1957) ist ein deutscher Autor und Kunsthistoriker.

## Leben
Nach seiner Schulzeit studierte Sternweiler an der Freien Universität in Berlin Kunstgeschichte. 1985 gründete Sternweiler gemeinsam mit Manfred Baumgardt und Wolfgang Theis das Schwule Museum. Sternweiler gehört zu den wichtigsten Leihgebern und prägenden Ausstellungsmachern des Schwulen Museums. Sternweiler verfasste mehrere Bücher zum Thema Homosexualität und schrieb Biografien einiger schwuler Männer des 20. Jahrhunderts. Außerdem erforschte er das Schicksal homosexueller Männer im KZ Sachsenhausen. 1997 leitete Sternweiler die Ausstellung 100 Jahre Schwulenbewegung in der Berliner Akademie der Künste.

## Ehrungen
- 2011: Verdienstkreuz am Bande der Bundesrepublik Deutschland.[6]

## Werke (Auswahl)
- Eberhardt Brucks. Ein Grafiker in Berlin, (gemeinschaftlich mit Bastian Schlüter, Karl-Heinz Steinle): ISBN 978-3-9812706-2-4
- Selbstbewusstsein und Beharrlichkeit, 200 Jahre schwule Geschichte, (Begleitbuch zur Dauerausstellung), Schwules Museum (Hrsg.), 2004
- Homosexuelle Männer im KZ Sachsenhausen (gemeinschaftlich mit Joachim Müller), Schwules Museum Berlin, Verlag Rosa Winkel, 2000, ISBN 3-86149-097-8
- Frankfurt, Basel, New York: Richard Plant, Männerschwarm Verlag, 1996
- Und alles wegen der Jungs: Pfadfinderführer und KZ-Häftling: Heinz Dörmer (gemeinschaftlich mit Wolfgang Theis), Männerschwarm Verlag, 1994
- Die Lust der Götter. Homosexualität in der italienischen Kunst. Von Donatello zu Caravaggio, Verlag Rosa Winkel, 1993
- Fotos sind mein Leben: Albrecht Becker, Männerschwarm Verlag, 1993
- Liebe, Forschung, Lehre, der Kunsthistoriker Christian Adolf Isermeyer, Männerschwarm Verlag, 1998
- 750 warme Berliner – Ein Katalog zur Ausstellung der Freunde eines Schwulen Museums in Berlin e. V., (gemeinschaftlich mit Wolfgang Theis), Verlag Rosa Winkel, 1987, ISBN 3-921495-57-1